# Gora Kellja
Gora Kellja är ett berg i Antarktis. Det ligger i Östantarktis. Norge gör anspråk på området. Toppen på Gora Kellja är 1 895 meter över havet.
Terrängen runt Gora Kellja är kuperad söderut, men norrut är den platt. Trakten är obefolkad. Det finns inga samhällen i närheten.